# メガチャーチ
メガチャーチ（英語: Megachurch）とは、平均週末の信徒数が2,000人以上のプロテスタントのキリスト教会である。

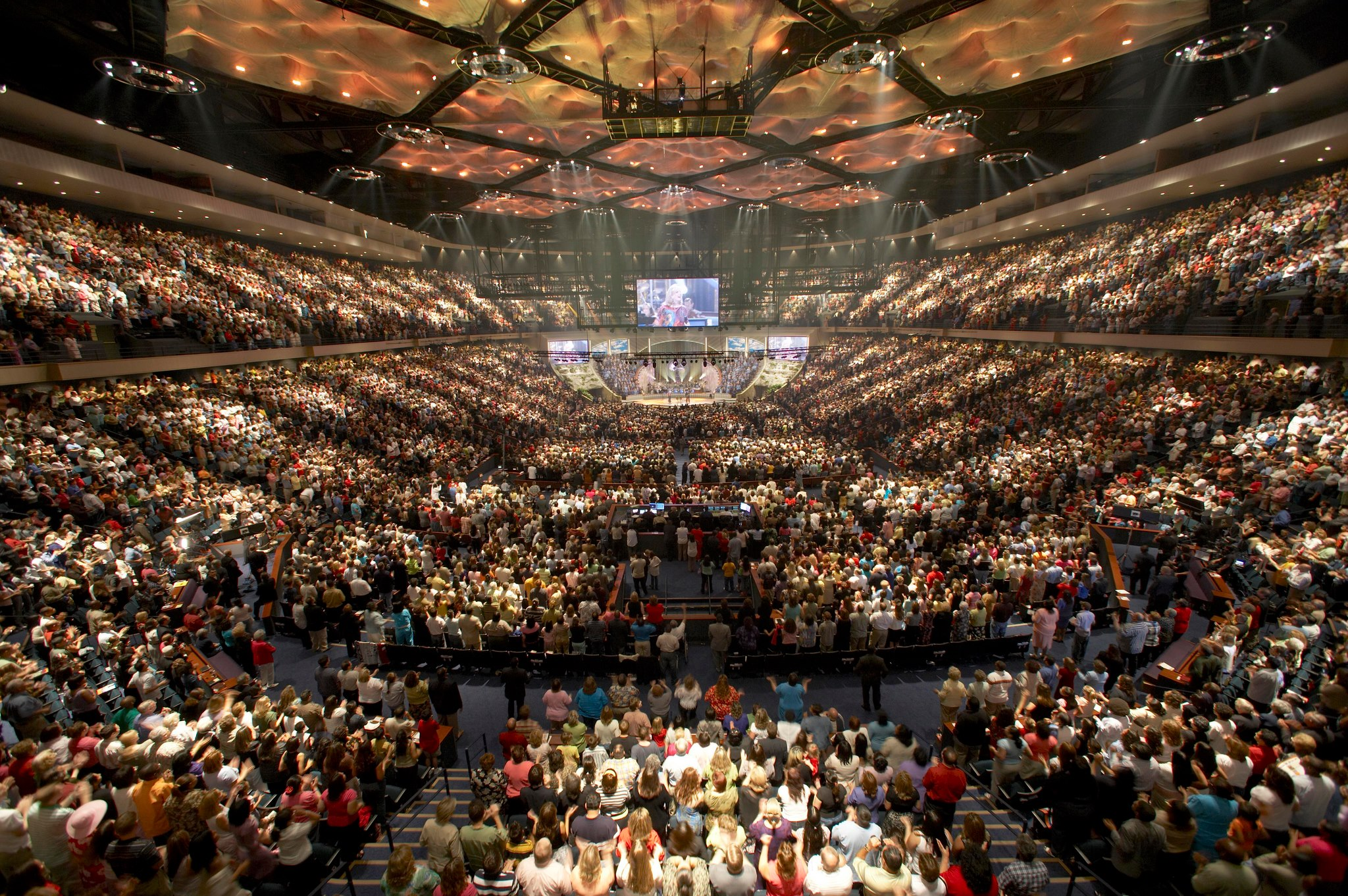
ヒューストンのレイクウッド教会

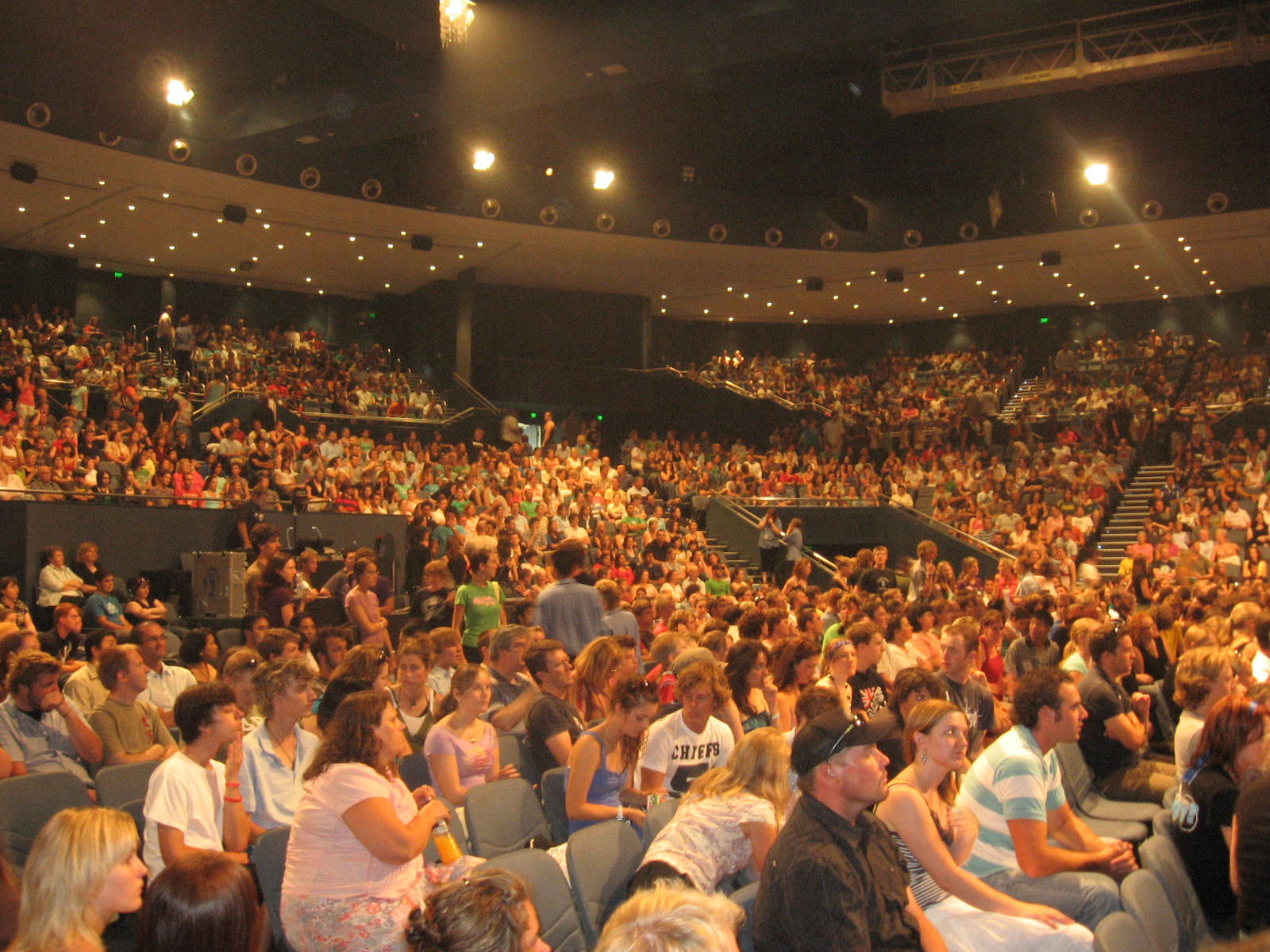
シドニーのヒルソング教会

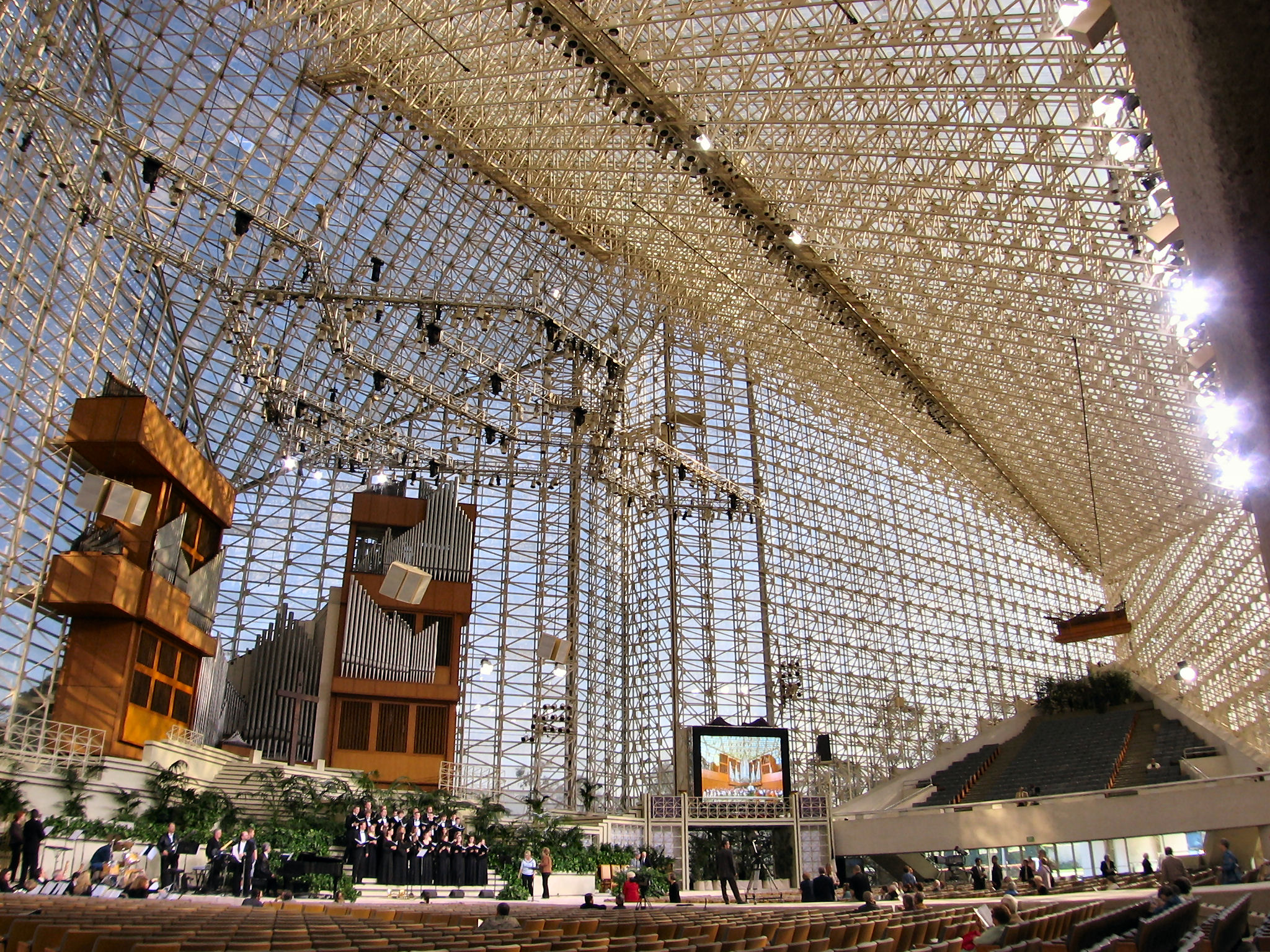
ガーデングローブ (カリフォルニア州)のクリスタル・カテドラル

メガ・チャーチは世界で最も成長しているキリスト教会の伝道スタイルであり、世界的に発展を遂げている。特に宗教に無関心な若年層から多く支持されており、伝道において重要な役割を担っている。カリスマ牧師により運営され米国では過去20年間で4倍に増加し、全米でおよそ1300以上のメガ・チャーチが存在し、上位50の教会の平均出席信徒数は1万人を超える。実に米国のクリスチャンの10人に約1人、約500万人がメガ・チャーチで礼拝に出席している。また、大規模なライブ仕立ての礼拝（ワーシップ）が行われることでも有名であり、さながらコンサートホール並みの音響設備と照明設備を備えている。この概念は19世紀半ばに始まり、20世紀半ばまで続き、1980年代から1990年代にかけて急速に拡大した。現在では、21世紀初頭にアメリカ全土で広く見られる。

## 歴史

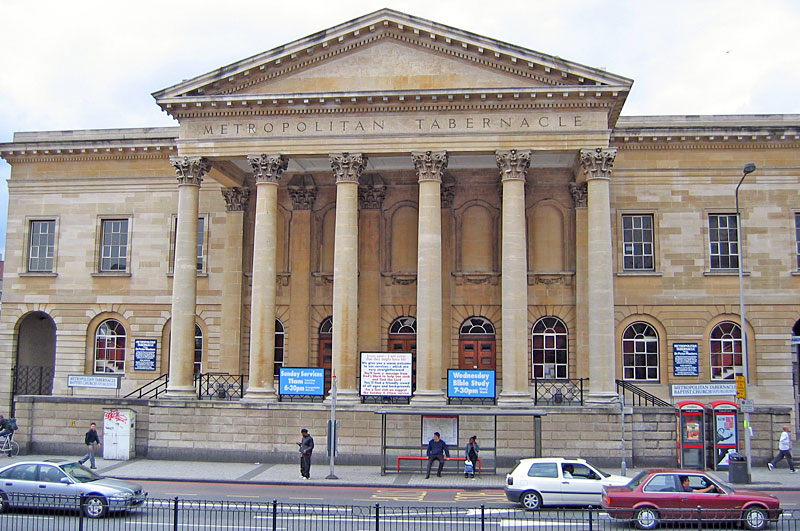
ロンドンのバプテストメトロポリタン幕屋(タバクナル)

メガチャーチ運動の起源は、毎週戻ってくる多くの地元の会衆とともに、1800年代にさかのぼることができる。それ以前は大きな教会はあったが、かなりまれであった。最初の福音派メガチャーチである6000席の講堂を備えたメトロポリタン幕屋は、1861年にチャールズ・スポルジョンによってロンドンで発足した。アメリカ合衆国では、1923年に、アンジェラス教会が、エイミー・センプル・マクファーソンによってロサンゼルスに5,300席の講堂で1923年に発足した。
2020年に発表されたハートフォード宗教研究所の調査によると、アメリカのメガチャーチの70％がマルチサイトネットワークを持ち、週末に平均7.6のサービスを提供していた。この研究はまた、米国のメガチャーチの大部分がフロリダ、テキサス、カリフォルニア、ジョージアにあることを指摘している。

## 現在の状況と統計

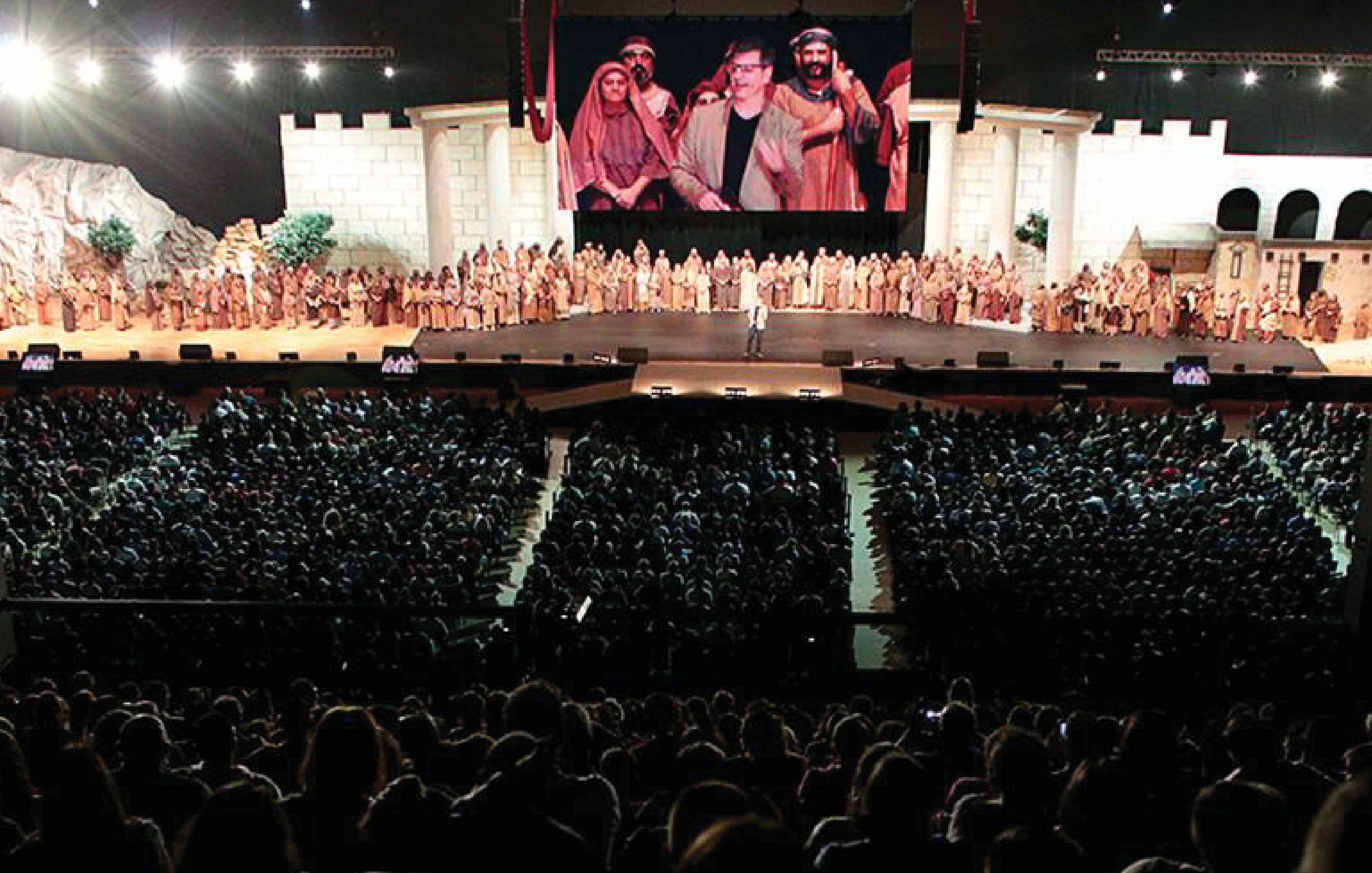
ブラジル、サン・ホセ・カンポスのブラジル・バプティスト大会に集うShow on the life of Jesus at Igreja da Cidade, affiliated to the Brazilian Baptist Convention, in São José dos Campos, Brazil, 2017

2010年、ハートフォード研究所のデータベースには、米国内の1,300を超えるそのようなプロテスタント教会がリストされた。そのデータによると、リストにある約50の教会の平均出席者数は10,000人を超え、最高の出席者数は47,000人である。2015年11月のある週末、米国のプロテスタント教会に通う人の約10人に1人、つまり約500万人がメガチャーチで礼拝に参加した計算になる。3,000の個々のカトリック教区には、平均的な日曜日のミサに2,000人以上の出席者がいるが、「メガチャーチ」は特にプロテスタントで用いられる用語であるため、基本的にカトリック教会がメガチャーチと呼ばれることはない。世界的に、これらの大規模な会衆はプロテスタントのキリスト教における重要な発展である。米国では、この現象は過去20年間で4倍以上になっている。それ以来メガチャーチは世界中に広がった。2007年には、10の最大のプロテスタント教会のうち5つが韓国にあった。参集者による世界最大のメガチャーチは、2007年の時点で83万人以上の会員を擁するアッセンブリーズ・オブ・ゴッドチャーチである韓国の汝矣島純福音教会である。最大の教会会堂の大きさでの最大の教会は、ナイジェリアのアブジャに2018年に建てられたグローリー・ドームで100,000席がある。

## 批判
2005年、バプテストのアル・シャープトン牧師は、戦争の不道徳やアファーマティブ・アクション（性別や人種などにおいて、社会的に差別されている人たちを救済するための行動）の低下などの社会正義の問題を無視することにより、「寝室の道徳」、即ち同性結婚と中絶に反対する声明に焦点を当てたメガチャーチを批判した。2018年、北バプテスト神学セミナーのアメリカ人教授スコット・マックナイトは、キリスト教宗派のメンバーではないことにより、彼らの指導者の弱い外部説明責任関係について非宗派のメガチャーチを批判し、さらに彼らを権力の乱用にさらした。しかしながら、2020年に発表されたハートフォード宗教研究所による研究は、アメリカのメガチャーチの60％がキリスト教宗派のメンバーであったことが判明している。一部のメガチャーチとその牧師は、「繁栄の福音」を推進しているとの批評家から非難されている。これにより牧師の富が増し、説教中にデザイナーの服を着て高級車を所有していることが明らかになった。

## 代表的なメガ・チャーチ
- サドルバック教会（米国）
- レイクウッド教会（米国）
- メトロポリタン・タバナクル（英語版）（英国）
- 汝矣島純福音教会（韓国）
- ヒルソング教会（オーストラリア）
- シティハーベストチャーチ（シンガポール）

## 類似の大規模な宗教施設
- 信徒の規模のみでいえば全世界で約3,000のカトリック教会の主日ミサには2,000人以上の出席者（聖イグナチオ教会など）がいるが、これらのカトリック教会はメガ・チャーチ運動の一部とは見なされない。
- イスラム教の宗教施設として、メガ・チャーチを似せて造られた「メガ・モスク」（アビーミルズ・モスク（英語版））がイーストエンド・オブ・ロンドンにある。
- 日本では主に新興宗教が大施設を建設して大集会をすることが多い。